# Egira simplex
Egira simplex là một loài bướm đêm trong họ Noctuidae.